# Piratuba
Piratuba es un municipio brasileño del estado de Santa Catarina. Tiene una población estimada al 2022 de 5 769 habitantes. Pertenece a la Región metropolitana de Contestado, donde es uno de los principales atractivos turísticos por sus aguas termales, recibiendo a más de 450 000 turistas por año.

## Toponimia
"Piratuba" es un vocablo tupí que significa "cardumen de peces", a través de la unión de los términos pirá ("pescado") y tyba.

## Historia
La historia de Piratuba comenzó con la construcción del ferrocarril São Paulo-Río Grande, cuando en 1910 la empresa norteamericana Brazil Railway Company instaló los primeros campamentos para sus trabajadores. Con la red terminada en 1913, llegaron colonos de origen alemán e italiano de Montenegro, Río Grande del Sur. La nueva localidad fue nombrada Vila Rio do Peixe, perteneciente al municipio de Campos Novos.
Adoptó el nombre de Piratuba en 1943, y se emancipó como municipio el 18 de febrero de 1949. En sus primeros años, su principal actividad económica era el transporte ferroviario, la madera y la industria frigorífica. Sin embargo, esto cambió en 1964 cuando la empresa Petrobras comenzó a buscar nuevos pozos petroleros, descubriendo a 674 metros de profundidad agua sulfurosa. Esto llevó a la construcción de complejos termales.

## Geografía
El municipio de Piratuba pertenece a zona climática designada por la letra C, con el tipo climático Cwa, según la clasificación del clima de Köppen. Tal tipo climático se caracteriza por ser un clima subtropical húmedo.
La temperatura media es de 18,4 °C y la precipitación media es de 1.650 mm/año, siendo octubre el mes más lluvioso, con 175 mm, y agosto el más seco, con 87 mm.

### Relieve
Situada en los márgenes del Río del Pescado, en el medio-oeste catarinense, su relieve es predominantemente montañoso.